# Jurij Fëdorovič Lisjanskij
Jurij Fëdorovič Lisjanskij (in russo Юрий Фёдорович Лисянский?; Nižyn, 2 o 13 agosto 1773 – San Pietroburgo, 22 febbraio o 6 marzo 1837) è stato un navigatore ed esploratore russo, di origine ucraina.

## Biografia
Nato a Nižin, nell'oblast' di Černihiv in Ucraina, a quel tempo parte dell'Impero russo, nella famiglia di un prete ortodosso, discendeva da un'antica famiglia cosacca. Nel 1786 si era diplomato presso la scuola del Corpo dei cadetti della Marina (Морской кадетский корпус) e aveva preso parte alla guerra russo-svedese (1788-1790). Durante il 1790-1793 aveva prestato servizio nella flotta del Baltico. Negli anni 1793-1800 ha fatto tirocinio in Inghilterra e ha navigato su navi inglesi in varie parti del mondo.
Nel 1803-1806 Lisjanskij, al comando della sloop-of-war Neva, ha preso parte alla prima circumnavigazione russa del globo guidata da von Krusenstern che viaggiava sulla Nadežda. Le navi sono partite da Kronštadt. Lisjanskij ha scoperto una delle isole Hawaii nordoccidentali che ha poi preso il suo nome (isola Lisianski) e in seguito ha descritto le Hawaii nel suo libro Il giro del mondo (1812).
Dopo aver visitato le Hawaii le navi si sono divise e Lisjanskij si è diretto verso l'America russa (l'odierna Alaska). Nel 1804 con la Neva ha visitato l'isola di Pasqua, e, nello stesso anno, è stato essenziale nello sconfiggere i Tlingit nella battaglia di Sitka, in Alaska. Nel 1805 incontrò nuovamente Krusenstern a Macao, ma presto si separarono e alla fine è stata la Neva la prima a ritornare a Kronstadt, il 22 luglio del 1806. Per questa impresa Lisjanskij ha ricevuto vari riconoscimenti, tra cui l'Ordine di San Vladimiro (di III classe).

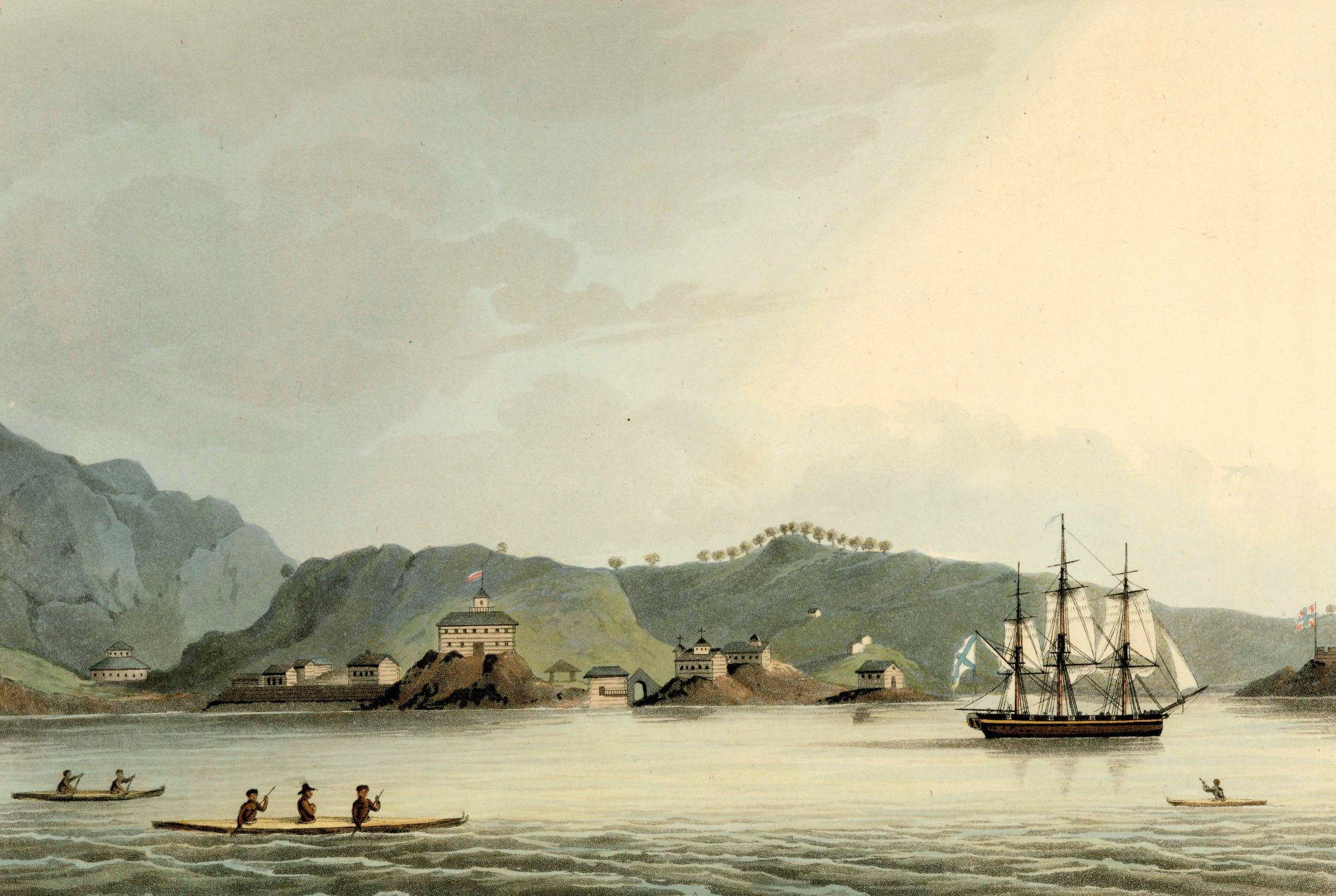
La sloop-of-war Neva all'isola Kodiak

## Luoghi a lui dedicati
- Isola di Lisianskij, una delle Hawaii nordoccidentali (26°04′00″N 173°58′00″W).
- Un capo[3], una penisola[4], uno stretto[5], una baia[6], e un fiume[7] nell'arcipelago Alessandro al largo delle coste dell'Alaska.
- Un monte sottomarino nel mare di Ochotsk (isole Curili).
- La penisola di Lisjanskij, sulla costa settentrionale del mare di Ochotsk nel Territorio di Chabarovsk (59°17′04″N 146°07′44″E).
- Nel 1998, in occasione del 225º anniversario dalla sua nascita, sono stati emessi dei francobolli a lui dedicati, in Ucraina e in Russia.
- Nel 2008 la compagnia aerea Aeroflot ha dato il suo nome ad uno dei suoi Airbus A320 (VP-BZQ).

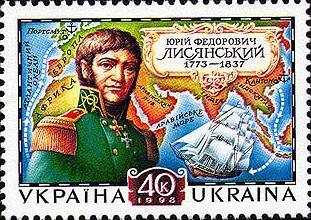
Francobollo ucraino dedicato a Lisjanskij